# Pampa Island
Pampa Island (spanisch Isla Pampa, im Vereinigten Königreich Hunt Island, in Chile Isla Jenie) ist eine 2,5 km lange und bis zu 475 m hohe Insel im Palmer-Archipel vor der Westküste der Antarktischen Halbinsel. Sie liegt vor der Ostküste der Brabant-Insel, von der sie durch die Pampa-Passage getrennt ist.
Teilnehmer der Belgica-Expedition (1897–1899) des belgischen Polarforschers Adrien de Gerlache de Gomery nahmen erste Vermessungen der Insel vor. Wissenschaftler einer von 1947 bis 1948 durchgeführten argentinischen Antarktisexpedition gaben ihr ihren Namen, benannt nach dem Forschungsschiff Pampa. Das Advisory Committee on Antarctic Names überführte diese Benennung 1965 ins Englische. Das UK Antarctic Place-Names Committee benannte die Insel 1957 nach dem britischen Hydrographen Frank William Hunt (* 1922) von der Royal Navy, der für den Falkland Islands Dependencies Survey von 1951 bis 1952 in der Bransfieldstraße und im Palmer-Archipel tätig war. Namensgeber der chilenischen Benennung ist vermutlich eine Angehörige eines Teilnehmers der 1. Chilenischen Antarktisexpedition (1946–1947).